# Macrosiphum prenanthidis
Macrosiphum prenanthidis är en insektsart som beskrevs av Carl Julius Bernhard Börner 1940. Macrosiphum prenanthidis ingår i släktet Macrosiphum och familjen långrörsbladlöss. Inga underarter finns listade i Catalogue of Life.